# Hirschbach (Isar)
Der Hirschbach ist ein rechter Zufluss der Isar in Lenggries im oberbayerischen Landkreis Bad Tölz-Wolfratshausen.

## Geographie

### Verlauf
Die Hirschbach ist ein Bach im westlichen Mangfallgebirge auf den Gemarkungen der Gemeinden Bad Wiessee (Landkreis Miesbach) und vor allem Lenggries (Landkreis Bad Tölz-Wolfratshausen). Er fließt in westwärtigem Lauf durch das Hirschtal zwischen im Norden dem Bergzug aus Fockenstein, Schlagkopf, Geierstein und zuletzt dem Lenggrieser Kalvarienberg und im Süden dem Bergzug aus den drei Kampen (Ochsenkamp, Auerkamp, Spitzkamp), dem Brandkopf, Seekarkreuz und Grasleitenkopf. Dabei nimmt er zahlreiche Hanggräben von bis unter 2 km Länge auf. Der erste Siedlungsplatz im Tal ist nach etwa der Hälfte des Laufes die Lenggrieser Stickelalm am rechten unteren Hang. Bald danach tritt der Bach in die rechte Talweitung der Isar aus und passiert hier nacheinander das Einzelhaus Geisreuth am rechten Ufer, die Nordausläufer des Dorfes Mühlbach am linken Ufer und das Schloss Hohenburg am rechten. Nach einer Laufstrecke von ungefähr 8,3 km mündet er zwischen dem Nordrand des Dorfes Anger und dem Südrand des zentralen Lenggries von rechts und Osten in die Isar.

### Einzugsgebiet
Der Hirschbach entwässert etwa 12 km². Im Nordwesten grenzen an seines die Einzugsgebiete kleinerer rechter Zuflüsse der Isar, im Nordosten dasjenige des unterhalb von Lenggries mündenden Steinbachs. Im Osten jenseits des sogenannten Hirschtalsattels sowie im Südosten entwässert der ebenfalls bedeutendere Söllbach nord- bis nordostwärts zum Tegernsee. Im Südwesten konkurrieren wieder zwei kleinere Zuflüsse zur Isar, darunter insbesondere der knapp halb so lange Mühlbach, der ab Anger neben der Isar läuft und nur einen Steinwurf oberhalb des Hirschbachs in sie mündet.
Die höchste Erhebung im Einzugsgebiet ist die Spitze des 1607 m ü. NN hohen Auerkamp. Zwei weitere Gipfel ebenfalls an der südöstlichen Wasserscheide erreichen ebenfalls Höhen über 1600 m ü. NHN.
Nur etwa 1,7 km² des Einzugsgebietes ungefähr östlich der Linie vom Auerkamp über den Buchenaugraben und den Markgraben wieder hinauf bis zum Westgipfel des Fockensteins liegen auf dem Gebiet der Gemeinde Bad Wiessee im Landkreis Miesbach; der Bereich ist völlig ohne Besiedlung. Der weit überwiegende Rest gehört zu Lenggries im Landkreis Bad Tölz-Wolfratshausen. Die Wohnplätze im Tal liegen in Bachnähe und sind im Abschnitt Verlauf sämtlich aufgeführt.

### Zuflüsse
Zuflüsse von der Quelle zur Mündung. Längen abgemessen, Höhen nach Höhenlinienbild  auf dem Bayernatlas. Auswahl.
Höchste Quelle des Quellbaches Bernaugraben auf etwa 1520 m ü. NHN nordwestlich des Kamms zwischen Auerkamp und Ochsenkamp.
- (Zufluss), von rechts auf der erreichten Talsohle auf rund 1150 m ü. NHN, ca. 1,1 km. Entsteht nur etwa 50 Meter vom Bernaugraben-Ast in etwa derselben Höhe und mit fast derselben Länge, mit jedoch unbeständigem Oberlauf.
- Buchenaugraben, von links auf unter 1040 m ü. NHN, ca. 1,2 km. Entsteht nördlich unter dem Spitzkamp-Gipfel auf knapp 1400 m ü. NHN.
- Markgraben, von rechts auf wenig unter 1026 m ü. NHN, ca. 1,5 km. Entsteht am Sattel zwischen dem Fockenstein und seinem Südausläufer Neuhüttenstein auf etwa 1380 m ü. NHN.
- Wurfgraben, von links auf knapp 1000 m ü. NHN, ca. 1,6 km. Entsteht westlich unter dem Sattel zwischen Spitzkamp und Brandkopf auf rund 1450 m ü. NHN.
- Kirchmaiergraben, von links auf über 940 m ü. NHN, ca. 1,1 km. Entsteht am Stickelberg auf rund 1310 m ü. NHN.
- Sulzbach, von links auf knapp 900 m ü. NHN, ca. 1,8 km. Entsteht nordwestlich unterm Brandkopf auf rund 1400 m ü. NHN.
- Hohenaugraben, von links gegenüber der Stickelalm auf über 860 m ü. NHN, ca. 1,4 km. Entsteht nordwestlich unterm Grasleitenkopf auf rund 1300 m ü. NHN.
- Kohlgraben, von rechts westlich-unterhalb der Stickelalm auf über 820 m ü. NHN, ca. 1,2 km. Entsteht am Südwestabhang des Schlagkopfes auf rund 1190 m ü. NHN.
- Ramlsgraben, von rechts nahe der Winterstube auf etwa 800 m ü. NHN, ca. 1,8 km. Entsteht am Südwestabhang des Sattels zwischen Schlagkopf und Geierstein auf rund 1250 m ü. NHN.

Mündung des Hirschbachs  auf knapp 680 m ü. NHN von rechts und Osten in die Isar am Südrand von Lenggries gegen das zugehörige Anger.